# Ataque índio do rei
O Ataque Índio do Rei é uma abertura de xadrez para as brancas, mais notavelmente usada por Bobby Fischer. Sua formação é mostrada no diagrama à direita.
A abertura não é uma série de lances específica, mas um sistema que é alcançado através de diferentes ordens de movimentos. 
Normalmente o Ataque Índio do Rei é feito com 1.e4 seguido de d3, Cd2, Cgf3, g3, Bg2 e 0-0, mas ele também pode ser iniciado por 1.Cf3, 1.g3 ou mesmo 1.d3.
A posição final do Ataque Índio do Rei é a mesma da Defesa Índia do Rei, mas como as brancas possuem um tempo de vantagem, a ordem dos movimentos é alterada.

## Características
O Ataque Índio do Rei deixa as brancas com uma forte e sólida posição, apesar de ser mais passiva que muitas outras aberturas. É pouco usada no nível mestre, exceto para evitar certas linhas, mas muito usada entre amadores, pois é mais fácil de aprender, comparada a outras aberturas que exigem a memorização de ordens específicas de movimentos para não perder posições definitivas.

## Teoria
Por natureza, o Ataque Índio do Rei é uma abertura fechada e estratégica que apresenta táticas e esquemas comuns num confortável meio de jogo contra diversas defesas.
Frequentemente, usa-se o Ataque Índio do Rei contra defesas semi-abertas (aquelas nas quais as negras respondem assimetricamente a 1.e4, como na Defesa Siciliana, Defesa Francesa e Defesa Caro-Kann. No entanto, também usa-se com freqüência o sistema iniciado com 1.Cf3 e seguido do fianchetto do bispo de casas claras.

### Plano das brancas
O plano branco mais comum é avançar o peão de e4 a e5, dominando assim o centro, e com um concreto ataque na ala do rei. Contudo, as pretas podem conquistar espaço na ala da dama, e planejar um forte contra-ataque no meio-jogo devido a essa assimetria.

## Famosas partidas com esse sistema
- Fischer-Myagmarsuren - Interzonal de Sousse 1967

```
1. e4 e6 2. d3 d5 3. Nd2 Nf6 4. g3 c5 5. Bg2 Nc6 6. Ngf3 Be7 7. O-O O-O 8. e5 Nd7 9. Re1 b5 10. Nf1 b4 11. h4 a5 12. Bf4 a4 13. a3 bxa3 14. bxa3 Na5 15. Ne3 Ba6 16. Bh3 d4 17. Nf1 Nb6 18. Ng5 Nd5 19. Bd2 Bxg5 20. Bxg5 Qd7 21. Qh5 Rfc8 22. Nd2 Nc3 23. Bf6 Qe8 24. Ne4 g6 25. Qg5 Nxe4 26. Rxe4 c4 27. h5 cxd3 28. Rh4 Ra7 29. Bg2 dxc2 30. Qh6 Qf8 31. Qxh7+ 1-0
[
1
]
```

- Réti–Rubinstein, Karlsbad 1923

```
1. Nf3 d5 2. g3 Nf6 3. Bg2 g6 4. c4 d4 5. d3 Bg7 6. b4 O-O 7. Nbd2 c5 8. Nb3 cxb4 9. Bb2 Nc6 10. Nbxd4 Nxd4 11. Bxd4 b6 12. a3 Bb7 13. Bb2 bxa3 14. Rxa3 Qc7 15. Qa1 Ne8 16. Bxg7 Nxg7 17. O-O Ne6 18. Rb1 Bc6 19. d4 Be4 20. Rd1 a5 21. d5 Nc5 22. Nd4 Bxg2 23. Kxg2 Rfd8 24. Nc6 Rd6 25. Re3 Re8 26. Qe5 f6 27. Qb2 e5 28. Qb5 Kf7 29. Rb1 Nd7 30. f3 Rc8 31. Rd3 e4 32. fxe4 Ne5 33. Qxb6 Nxc6 34. c5 Rd7 35. dxc6 Rxd3 36. Qxc7+
Rxc7 37. exd3 Rxc6 38. Rb7+ Ke8 39. d4 Ra6 40. Rb6 Ra8 41. Rxf6 a4 42. Rf2 a3 43. Ra2 Kd7 44. d5 g5 45. Kf3 Ra4 46. Ke3 h5 47. h4 gxh4 48. gxh4 Ke7 49. Kf4 Kd7 50. Kf5 1-0
[
2
]
```